# Филмофил
Филмофил је човек који воли филм, и прилази му са личним одушевљењем или га посматра са стајалишта неког посебног интересовања. У начелу, постоје две категорије филмофила:
1. Они који желе да упознају све аспекте филма, понајчешће уметничке или комуникацијске, и који се начешће удружују у филмске клубове где гледају филмове и расправљају о њима;
2. Они који од филма траже забаву и релаксацију, третирајући га (или поједине његове сегменте, на пример, филмске звезде... тек као предмет популарног култа, те се повезују у разноврсне клубове обожавалаца.[2][3]

## Рефернце
1. ↑  Klajn, Ivan (2012). Veliki rečnik stranih reči i izraza. Milan Šipka (6. izd изд.). Novi Sad. ISBN 978-86-515-0717-8. OCLC 931463156.
2. ↑  Peterlić, Ante, ур. (1986). Filmska enciklopedija. 1, A-K. Zagreb: Jugoslavenski leksikografski zavod "Miroslav Krleža". стр. 398.
3. ↑  „Filmska enciklopedija”. filmska.lzmk.hr. Архивирано из оригинала 14. 11. 2022. г. Приступљено 2022-11-14.